# Административное деление Тринидада и Тобаго

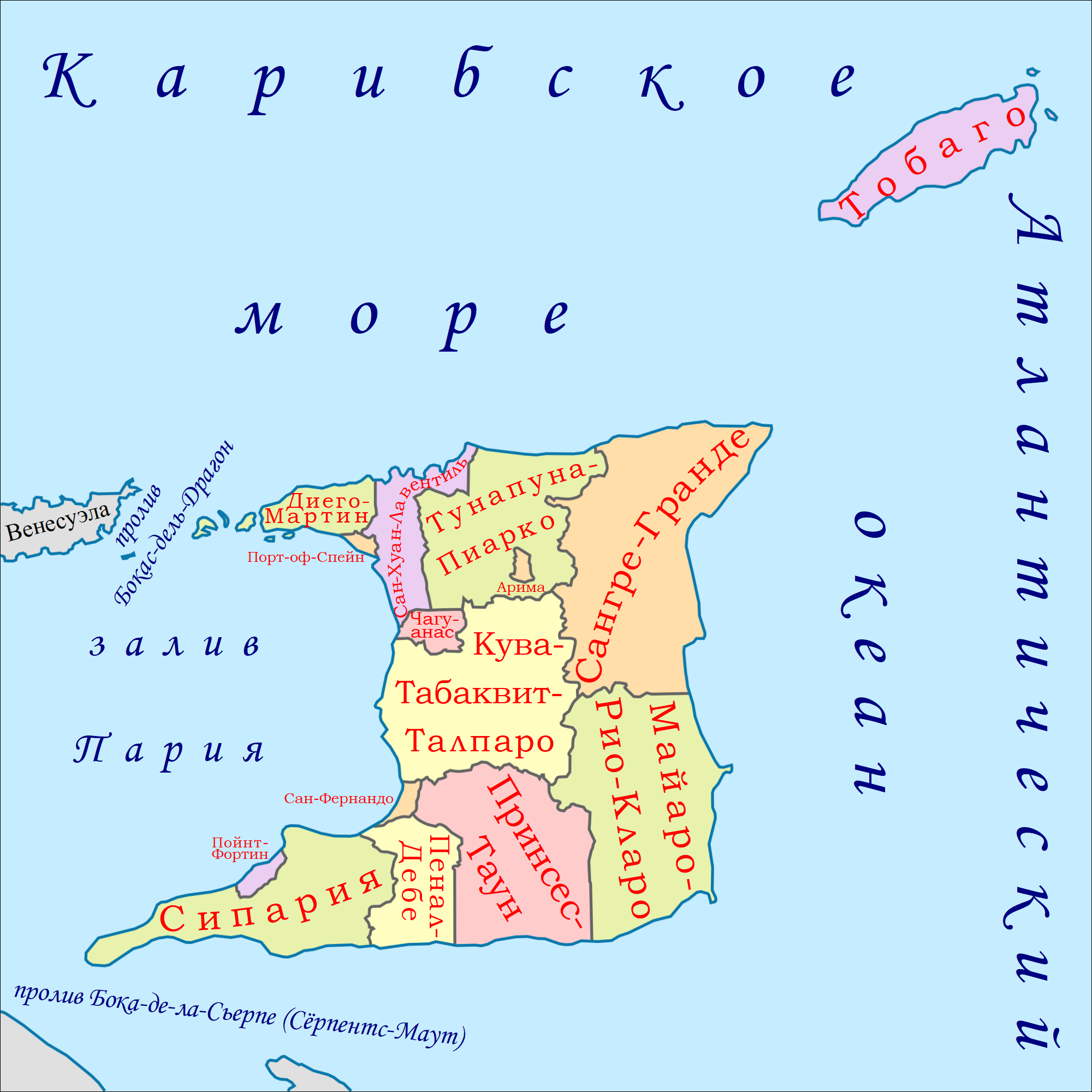
Карта административных регионов Тринидада и Тобаго

Тринидад и Тобаго в административном отношении делится на 14 муниципальных корпораций (англ. Municipal Corporation), занимающие остров Тринидад, и возглавляемые CEO, и один уорд, занимающий остров Тобаго, и возглавляемый Домом собрания Тобаго (англ. Tobago House of Assembly).
- 2 города (англ. city), включающие в себя городские районы, административно образующие городские (англ. urban) и полугородские  (англ. semi-urban) сообщества (англ. communities);
- 3 боро (англ. borough), являющиеся городами и включащие в себя городские районы, административно образующие городские и полугородские сообщества;
- 9 регионов (англ. region), включающие в себя города и деревни, административно образующие городские, полугородские и сельские (англ. rural) сообщества соответственно;
- 1 уорд (англ. ward), полностью занимающий всю территорию острова Тобаго, и включающий в себя города и деревни, административно образующие городские, полугородские и сельские сообщества соответственно. В статистическом плане уорд разделяют на исторически существующие территориальные единицы — приходы (англ. parish).

### Таблица
| Административная единица | Статус     | Административный центр | Население, чел. | Площадь, км² | Плотность, чел./км² |
| ------------------------ | ---------- | ---------------------- | --------------- | ------------ | ------------------- |
| Арима                    | Боро       | —                      | 32 278          | 11           | 2 934,36            |
| Диего-Мартин             | Регион     | Диего-Мартин           | 105 720         | 128          | 825,94              |
| Кува-Табаквит-Талпаро    | Регион     | Кува                   | 162 779         | 720          | 226,08              |
| Майаро — Рио-Кларо       | Регион     | Рио-Кларо              | 32 143          | 853          | 37,68               |
| Пенал-Дебе               | Регион     | Пенал                  | 83 609          | 247          | 338,50              |
| Пойнт-Фортин             | Боро       | —                      | 19 056          | 24           | 794,00              |
| Порт-оф-Спейн            | Город      | —                      | 49 031          | 13           | 3 771,62            |
| Принсес-Таун             | Регион     | Принсес-Таун           | 91 947          | 621          | 148,06              |
| Сангре-Гранде            | Регион     | Сангре-Гранде          | 65 680          | 899          | 73,06               |
| Сан-Фернандо             | Город      | —                      | 55 419          | 19           | 2 916,79            |
| Сан-Хуан — Лавентиль     | Регион     | Лавентиль              | 157 295         | 220          | 714,98              |
| Сипария                  | Регион     | Сипария                | 81 917          | 510          | 160,62              |
| Тобаго                   | Уорд       | Скарборо               | 54 084          | 303          | 178,50              |
| Тунапуна-Пиарко          | Регион     | Тунапуна               | 203 975         | 527          | 387,05              |
| Чагуанас                 | Боро       | —                      | 67 433          | 60           | 1 123,88            |
| Тринидад и Тобаго        | республика | Порт-оф-Спейн          | 1 262 366       | 5 155        | 244,88              |

## История
До административной реформы в 1991 году Тринидад и Тобаго был разделён на 8 графств (англ. county), которые включали в себя уорды. Остров Тобаго являлся одним из уордов графства Сент-Дэвид.
- Карони (англ. Caroni);
- Майаро (англ. Mayaro);
- Нарива (англ. Nariva);
- Сент-Андру (англ. Saint Andrew);
- Сент-Дэвид (англ. Saint David);
- Сент-Джордж (англ. Saint George);
- Сент-Патрик (англ. Saint Patrick);
- Виктория (англ. Victoria).

Названия графств с составной частью «Сент» (англ. Saint — Святой) совпадают с названиями некоторых приходов острова Тобаго, на которые он был административно разделён до реформы в 1980 году. Сейчас деление на приходы осуществляется в статистических целях.
- Сент-Андру (англ. Saint Andrew);
- Сент-Дэвид (англ. Saint David);
- Сент-Джордж (англ. Saint George);
- Сент-Джон (англ. Saint John);
- Сент-Мэри (англ. Saint Mary);
- Сент-Патрик (англ. Saint Patrick);
- Сент-Пол (англ. Saint Paul).